# Рипна
Рипна је насељено место у Босни и Херцеговини у општини Тешањ које административно припада Федерацији Босне и Херцеговине. Према попису становништва из 1991. у насељу живело је 158 становника.

## Становништво
По последњем службеном попису становништва из 1991. године, у насељу Рипна живело је 158 становника. Сви становници су били Муслимани. Муслимани се данас углавном изјашњавају као Бошњаци.